# Ландсгут-Баварське герцогство
Баварсько-Ландсгутське герцогство (нім. Teilherzogtum Bayern-Landshut) — герцогство, що утворилося внаслідок розподілу герцогства Нижня Баварія між представниками династії Віттельсбахів. Існувало в 1353—1503 роках із центром в Ландсгуті. У 1392 з Баварсько-Лансгутського герцогства було виділено Баварсько-Інгольштадтське й Баварсько-Мюнхенське герцогства. Надалі тривали протистояння з Баварією-Інгольштадт, яке зрештою було приєднано до Баварії-Ландсгут. В свою чергу 1503 року після смерті останнього представника панівної гілки, володіння увійшли до складу Баварсько-Мюнхенського герцогства, чим було відновлено єдність Баварії. Але у 1514 році герцогство було відновлено для одного з синів Альбрехта IV. У 1545 році остаточно увійшло до складу Баварського герцогства.

## Історія
Після смерті імператора Людвіга IV з династії Віттельсбахів у 1347 році його сини деякий час керували Баварією та іншими володіннями спільно. У 1349 році укладено Ландсберзький договір, за яким утворилося герцогство Нижня Баварія. У 1353 році за Регенсбурзькою угодою герцогство Нижня Баварія було розділено, з нього утворилося два герцогства: Баварсько-Штраубінзьке та Баварсько-Ландсгутське (зі столицею в місті Ландсгут).
Перший герцог Стефан II розпочав боротьбу за відновлення впливу Баварії у Священній Римській імперії та об'єднання всіх земель Віттельсбахів. У цій діяльності він стикнувся з амбіціями династії Люксембургів, що тоді оволоділи імператорським троном, і австрійськими Габсбургами. Для цього було укладено союз з італійським родом Вісконті, правителями Мілану. У 1363 році розділено герцогство Верхня баварія з баварсько-Штраубінзьким герцогством. Проте спроби захопити Тіроль у 1360-х роках і зберегти Бранденбург у 1370-х роках виявилися невдалими.
Внаслідок постійних суперечок між собою нащадків Стефана II герцогство було істотно послаблено. У 1387—1389 роках воно виступило проти Ліги Швабських міст і Пілгріма II, архієпископа Зальцбурга. Після тривалої боротьби здобуло перемогу, втім внаслідок конфлікту між герцогами-співволодарями не отримало значних земельних здобутків. У 1392 році з володінь герцогства виокремилися герцогства Баварсько-Інгольштадтське та Баварсько-Мюнхенське. Майже відразу між ними почали точитися війни. У цій боротьбі ландсгут-баварські герцоги здобули підтримку імператорів династії Люксембургів.
З 1405 року взято курс на централізацію держави задля перемоги над Інгольштадтом і Мюнхеном. З 1413 року почалися майже безперервні конфлікти з Баварсько-Інгольштадтським герцогом. Для протистояння останньому було утворено Товариство папуги, що об'єднало інших баварських герцогів, пфальцграфів на Рейні і маркграфа Бранденбурга. У 1422 році у битві при Аллінгу було здобуто вирішальну перемогу над Інгольштадтом, втім через втручання імператора Сигізмунда I не вдалося скористатися результатами цього успіху. У 1432 році за Пресбурзьким арбітражем імператора до герцогства було приєднано частину Баварії-Штраубінг. Разом з тим напруженість між Ландсгутом і Інгольштадтом зростала, а інтриги тривали. Завдяки останнім у 1447 році вдалося підкорити Баварію-Інгольштадт.
Втім подальші спроби протягом 1450—1480-х років герцогів розширити свій вплив на півдні Німеччини (в Швабії та Тіролі), встановити контроль над лицарством і містами наразилися на спротив імперських міст, які підтримали імператори з династії Габсбургів. У 1503 році після смерті останнього герцога Георга в країні спалахнула війна за ландсгутську спадщину, що тривала до 1504 року. Переможцем вийшов Альбрехт IV, герцог Баварсько-Мюнхенський. Він приєднав практично усе герцогство Ландсгут-Баварію до своїх володінь. Лише невеличка частка відійшла претенденту Рупрехту — пфальцграфство Нойбург.
У 1514 році в результаті імператорського арбітражу між братами вільгельмом і Людвігом останній отримав у володіння Ландсгут-Баварське герцогство. Проте основну увагу герцог приділяв зовнішній політиці. У 1545 році після його смерті герцогство знову було приєднано до Баварії.

## Управління
Протягом 1353—1392 років герцогством керували декілька володарів-братів, що постійно змінювали принципи урядування. Все це негативно позначалося на управлінні. Лише з 1392 року почалася нормалізація адміністративної системи. Уся влада належала герцогу, який особисто правив державою, призначаючи усіх чиновників (радників, нотаріусів, скарбничих тощо). У 1374 році видано великий брендлист — нормативний акт, який регулював стосунки між лицарями і містами, заходи допомоги герцогської влади містянам.
З 1404 року централізаторська політика посилилася. Почалося обмеження старовинних прав міст та лицарів. З одного боку, це посилило соціальну напруженість, з другого — влада й потуга герцогів зростали. Поступово вони стали впливати на призначення магістратів. 1474 року впроваджено державний порядок, яким визначено права шляхти, лицарів, міст по всій території герцогства.

## Економіка
Усі герцоги багато уваги приділяли економічному розвитку своєї держави. Значні прибутки скарбниця мала від копалень, особливо соляних. Втім, основу становило сільське господарство. Згодом особливою галуззю стало броварство, від оподаткування якого володарі мали чималий зиск.

## Культура
У 1472 році видано патент на заснування університету в Інгольштадті. В часи володарювання герцога Людвіга X зведено Штадтрезіденц — герцогський палац, що створено за канонами стилю італійського Відродження. Всередині стіни прикрашено розписами на теми міфології і мармуровими декораціями. Нині в цій будівлі містяться Державна картинна галерея і Міський музей.

## Герцоги
- Стефан II (1353—1375)
- Оттон V (1375—1379)
- Іоганн II (1375—1392)
- Стефан III (1375—1392)
- Фрідріх I (1375—1393)
- Генріх XVI (1393—1450)
- Людвіг IX (1450—1479)
- Георг (1479—1503)
- Людвіг X (1514—1545)